# Daniel Figueroa Villón
Daniel Figueroa Villón (ur. 16 sierpnia 1902 w Carhuaz, zm. 30 stycznia 1967 w Limie) – peruwiański duchowny rzymskokatolicki, biskup Huancayo i Chiclayo.

## Biografia
Ukończył Wyższe Seminarium Duchowne św. Turybiusza de Mogrovejo w Limie, a następnie studia z prawa kanonicznego na Papieskim i Świeckim Wydziale Teologicznym w Limie. 29 maja 1926 otrzymał święcenia prezbiteriatu.
Od 1937 do 1940 był administratorem wakującej diecezja Huaraz.
7 kwietnia 1945 papież Pius XII mianował go biskupem pomocniczym archidiecezji Arequipa oraz biskupem tytularnym parnassuskim. 20 maja 1945 w katedrze w Limie przyjął sakrę biskupią z rąk nuncjusza apostolskiego w Peru abpa Fernando Cento. Współkonsekratorami byli biskup pomocniczy Limy Leonardo José Rodriguez Ballón OFM, biskup Ayacucho o Huamanga Victorino Alvarez SDB oraz biskup Piury Fortunato Chirichigno Pontolido SDB.
22 września 1946 ten sam papież mianował go biskupem Huancayo. Kontynuował organizację struktur utworzonego w 1944 biskupstwa. W 1952 przeprowadził I synod diecezjalny. Utworzył preseminarium św. Piusa X.
17 grudnia 1956 ten sam papież przeniósł go na urząd biskupa Chiclayo. Utworzone tego samego dnia biskupstwo, podobnie jak poprzednie wymagało zorganizowania. Cierpiał na porażenie połowicze, co utrudniało mu wykonywanie obowiązków. W 1961 przydzielono mu do pomocy biskupa pomocniczego Luisa Sáncheza-Moreno Lirę. Figueroa Villón biskupem Chiclayo był do śmierci 30 stycznia 1967.